# Epigonus

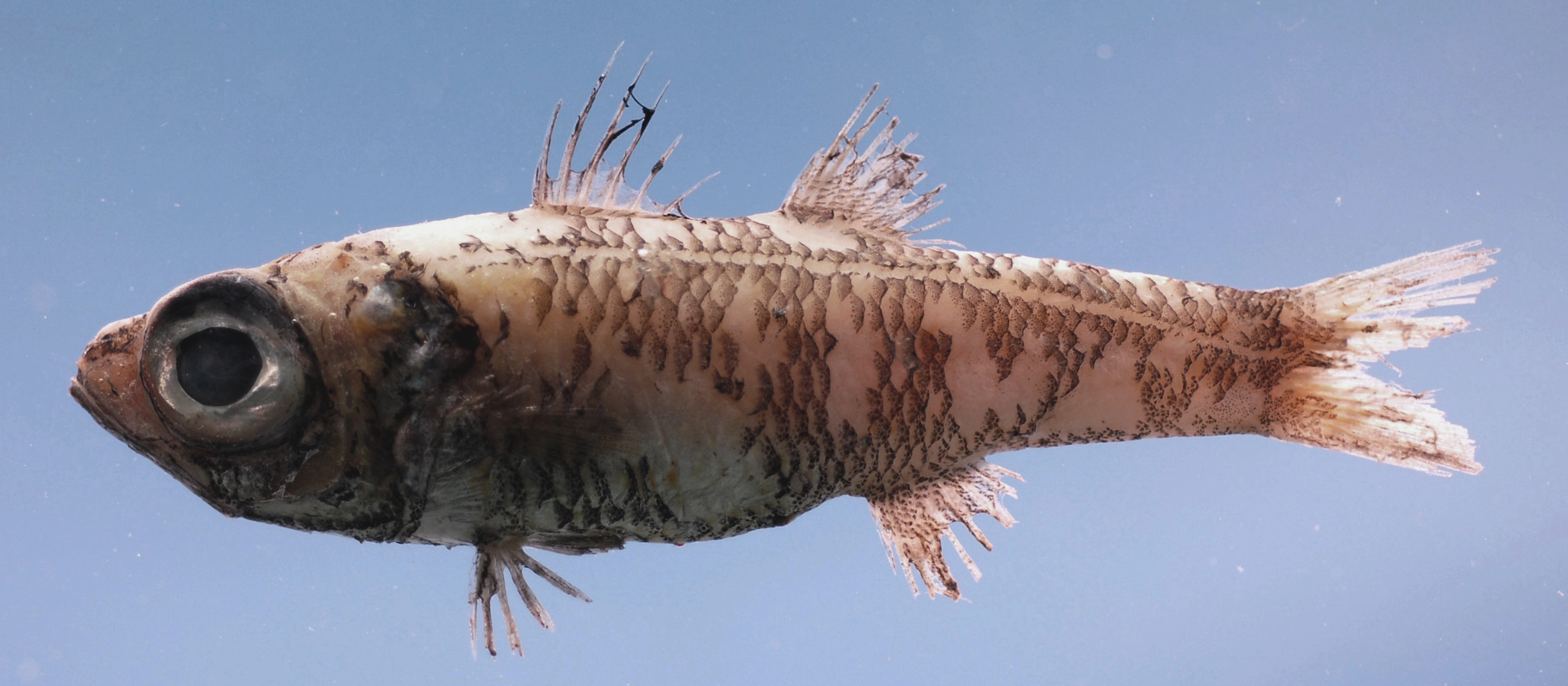
Epigonus denticulatus del golf de Mèxic

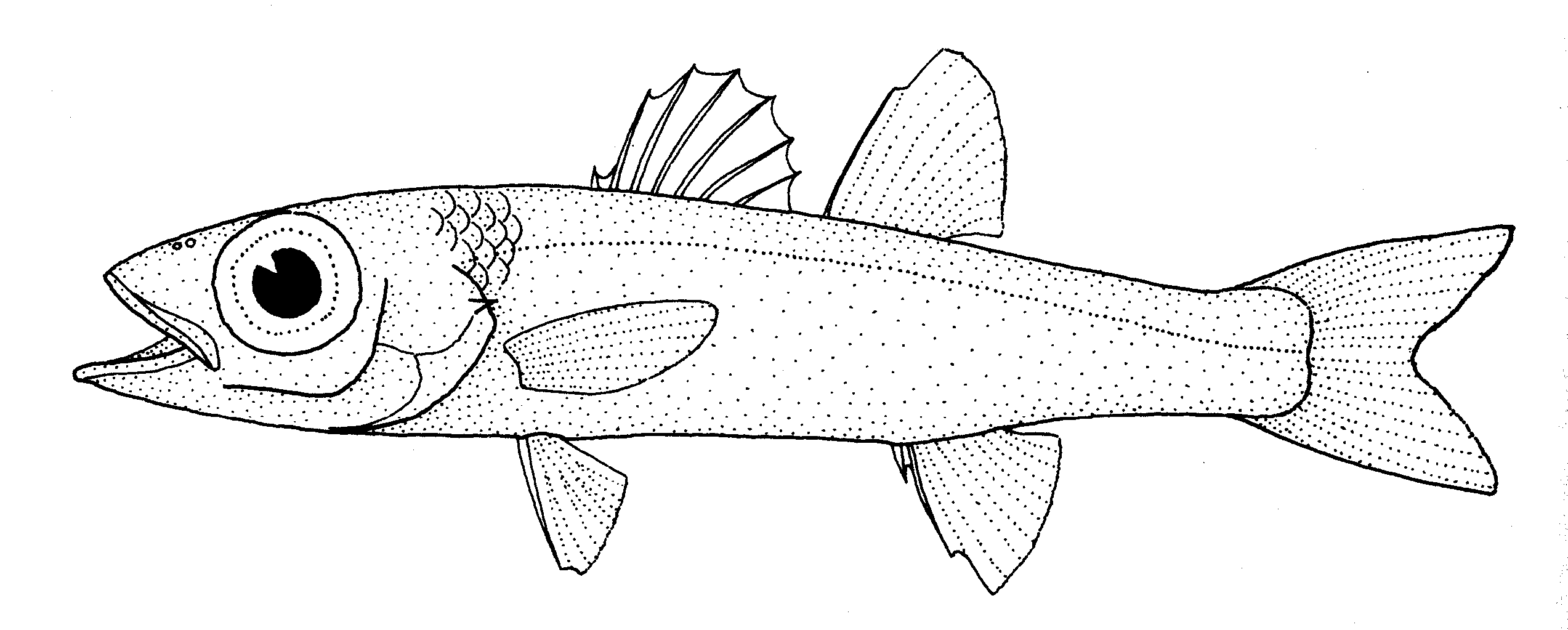
Epigonus telescopus

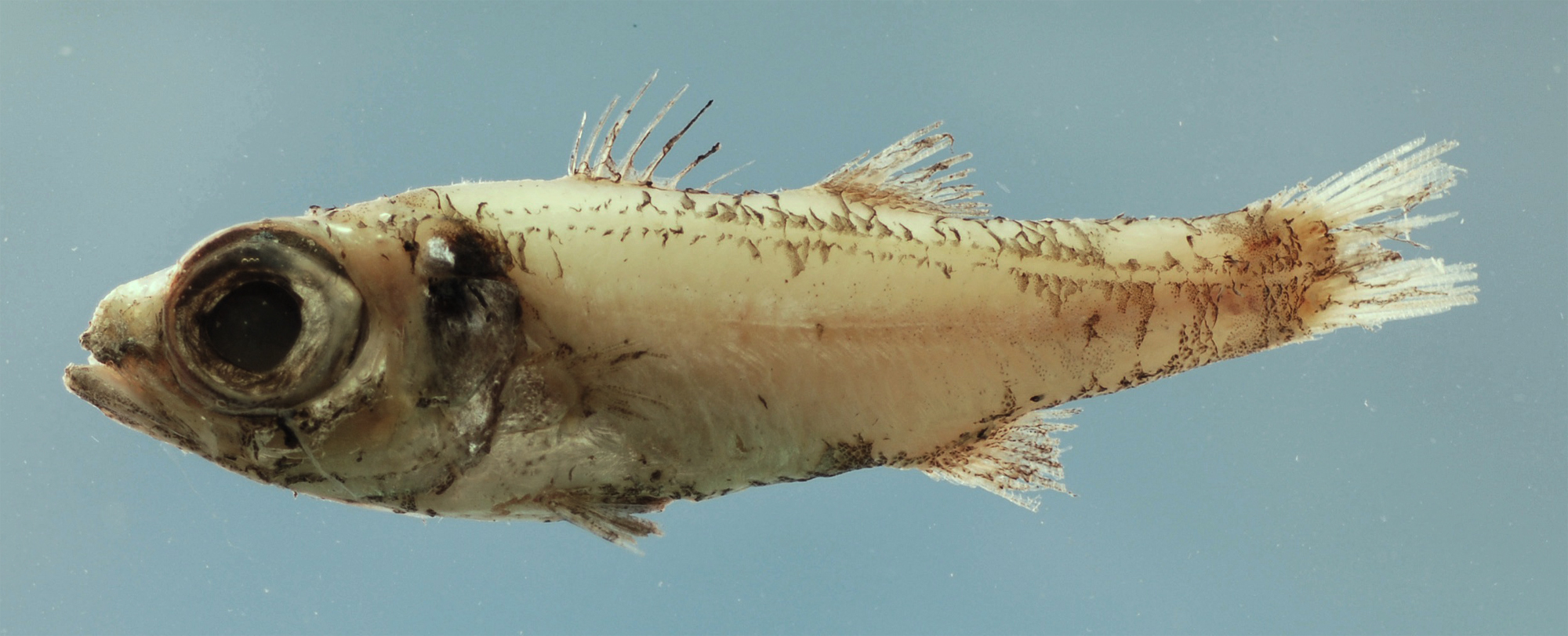
Epigonus robustus del golf de Mèxic

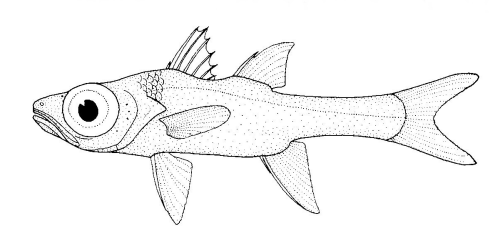
Epigonus lenimen

Epigonus és un gènere de peixos pertanyent a la família dels epigònids.

## Descripció
- Cos allargat i fusiforme.
- Vora posterior del preopercle no dentada.
- No tenen dents canines.
- 7-8 espines a la primera aleta dorsal i 1 espina i 9-10 radis a la segona.
- Aleta anal amb 2 espines i 9 radis.
- Escates grans i ctenoides, les quals recobreixen la part basal de l'aleta dorsal tova, l'anal i la caudal.
- La línia lateral s'estén molt sobre l'aleta caudal.[2]

## Reproducció
No presenten evidència d'incubació oral.

## Hàbitat
Són peixos batibentònics que viuen al talús continental al voltant dels 100-1.200 m de fondària.

## Taxonomia
- Epigonus affinis (Parin & Abràmov, 1986)[3]
- Epigonus angustifrons (Abràmov & Manilo, 1987)[4][5]
- Epigonus atherinoides (Gilbert, 1905)[6]
- Epigonus cavaticus (Ida, Okamoto & Sakaue, 2007)[7]
- Dimoni barbut (Epigonus constanciae) (Giglioli, 1880)[8][9]
- Epigonus crassicaudus (de Buen, 1959)[10][11]
- Epigonus ctenolepis (Mochizuki & Shirakihara, 1983)[12]
- Dimoni xicotet (Epigonus denticulatus) (Dieuzeide, 1950)[13]
- Epigonus devaneyi (Gon, 1985)[14]
- Epigonus elegans (Parin & Abràmov, 1986)[3][15]
- Epigonus elongatus (Parr, 1933)[16]
- Epigonus fragilis (Jordan & Jordan, 1922)[17]
- Epigonus glossodontus (Gon, 1985)[14]
- Epigonus heracleus (Parin & Abràmov, 1986)[3]
- Epigonus lenimen (Whitley, 1935)[18]
- Epigonus macrops (Brauer, 1906)[19]
- Epigonus marimonticolus (Parin & Abràmov, 1986)[20]
- Epigonus marisrubri (Krupp, Zajonz & Khalaf, 2009)[21]
- Epigonus merleni (McCosker & Long, 1997)[22]
- Epigonus notacanthus (Parin & Abràmov, 1986)[3]
- Epigonus occidentalis (Goode i Bean, 1896)[23]
- Epigonus oligolepis (Mayer, 1974)[24]
- Epigonus pandionis (Goode & Bean, 1881)[25]
- Epigonus parini (Abràmov, 1987)[26]
- Epigonus pectinifer (Mayer, 1974)[24]
- Epigonus robustus (Mead & De Falla, 1965)[27]
- Dimoni gros (Epigonus telescopus) (Risso, 1810)[28][29][30]
- Epigonus waltersensis (Parin & Abràmov, 1986)[3][31][32][33][34][35][36]